# Parhabenaria
Parhabenaria là một chi thực vật có hoa trong họ Lan.